# Kaljužnica
Kaljužnica (kopitac; lat. Caltha), rod zeljastih vodenih trajnica velikih žutih cvjetova iz porodice žabnjakovki, raširen je po hladnijim predjelima sjeverne i južne hemisfere. U Hrvatskoj je prisutna vrsta C. palustris, poznata pod mnogim domaćim nazivima od kojih je najpoznatija kao močvarna kaljužnica.
Rod Caltha kojemu pripada sedam priznatih vrsta ime je dobio po grčkoj riječi kalathos, koja znači košarica, pehar, čaša, i to po svom obliku cvjetova. Otrovna vrsta 'palustris', koja raste i u Hrvatskoj po svom močvarnom staništu, od latinskog 'palus' = 'močvara'. 
Ove vrste su po umjerenim i hladnim područjima Europe, Azije i Sjeverne Amerike.

## Vrste
1. Caltha biflora DC.
2. Caltha chionophila Greene
3. Caltha dysosmoides Tao Zhang, Bing Liu, Y.Q.Hao, Y.Yang & Y.J.Lai; nova vrsta[2]
4. Caltha leptosepala DC.
5. Caltha palustris L.
6. Caltha scaposa Hook.f. & Thomson
7. Caltha sinogracilis W.T.Wang